# 238129 Bernardwolfe
238129 Bernardwolfe è un asteroide della fascia principale. Scoperto nel 2003, presenta un'orbita caratterizzata da un semiasse maggiore pari a 2,4691500 UA e da un'eccentricità di 0,1264653, inclinata di 5,27872° rispetto all'eclittica.